# Spánkový cyklus
Spánkové cykly označují střídání tří základních stavů organismu: Bdělosti, NREM spánku (angl. non rapid eye movement), REM spánku (angl. rapid eye movement) fázi.
Spánek je pasivní stav organismu, projevující se útlumem činnosti mozkové kůry za účelem obnovení normální činnosti buněk centrální nervové soustavy.
Historie zkoumání spánku sahá do 30. let dvacátého století, kdy byly pomocí EEG (elektroencefalografie) zjištěny rozdíly v elektrické aktivitě neuronů při spánku oproti bdělosti. V dnešní době se ke zkoumání spánku, polysomnografickému vyšetření, používá kombinace EOG (elektrookulografie), EEG (elektroencefalografie) a EMG (elektromyografie).
V roce 1937 A. L. Loomis a kolektiv rozdělili spánek na čtyři stádia charakteristická čtyřmi typy frekvence spánkových vln.
1. Beta vlny (12–30 Hz) – Normální bdělý stav
2. Alfa vlny (8–12 Hz) – Uvolnění, pasivní stav.
3. Théta vlny (4–8 Hz) – Hluboké uvolnění. Meditace, spánek.
4. Delta vlny (0,5–4 Hz) – Hluboký spánek.

## NREM spánek
(angl. non rapid eye movement, bez rychlého pohybu očí), známý také jako synchronní spánek (typická je pomalá synchronizovaná EEG aktivita), ortodoxní spánek, nebo klasický spánek. U zdravého, mladého člověka tvoří přibližně 70 % doby spánku. NREM spánek je navozen skupinami neuronů nacházejících se v preoprické bazální části mozku. Základním rysem je utlumení všech vegetativních funkcí organismu. Krevní tlak klesá o 5–15 % a snižuje se frekvence srdečních stahů. Tělesná teplota je stabilní, většina svalů je relaxovaná. Pouze antigravitační svalstvo zůstává v činnosti. Podle křivky EEG se rozlišují čtyři stádia NREM spánku:
- 1, 2 stádium – lehký spánek
- 3, 4 stádium – hluboký spánek s pomalými EEG vlnami

Při usínání, lehkém spánku a změně spánkových stádií, dochází ke změně řízení dýchání, což může vést k poruchám dýchání. Při přechodu do třetího a čtvrtého stádia se dýchání stabilizuje a vdechovaný objem se zmenšuje.

### Stádium 1
Takzvané usínání. Dochází k přechodu ze stavu bdělosti, přes malátnost až k usnutí a k fyzické a psychické relaxaci. Dále se zpomaluje srdeční tep a dýchání. Kontakt s okolím se rozostřuje a může docházet k pocitům vznášení, nebo plování. Pozorujeme pomalé pohyby očí, hyponogogické záškuby (náhlé, nevědomé svalové záškuby) a pseudohalucinace. Toto stádium NREM spánku obvykle trvá 1–10 minut a zabírá tedy přibližně 6 % celkové doby spánku. Můžeme pozorovat théta vlny. Zajímavostí je, že v tomto rytmu dochází k zlepšení paměti, tudíž opakováním látky před spaním jsme schopni si ji lépe zapamatovat.

### Stádium 2
Pro toto stádium je charakteristická ztráta kontaktu s okolím a vymizení pohybu očí. Jde o lehký spánek, což znamená, že je možné spícího probudit i slabými podněty. Toto stádium obvykle zabírá přibližně 50 % doby spánku. Na EEG křivce pozorujeme zpomalení mozkové činnosti a objevují se tzv. spánková vřeténka a K-komplexy. V prvním případě jde o sigma aktivitu – krátké úseky rytmických vln o frekvenci 12–14 Hz opakující se přibližně 3–8x za NREM. K-komplexy jsou bifázické pomalé vlny delší než 0,5 sekundy, objevující se 1–3x za minutu.

### Stádium 3
Jde o první stádium hlubokého spánku a dochází k uvolnění kosterního svalstva. V tomto stádiu se zdají první sny, které si ale po probuzení nepamatujeme. Toto stádium obvykle zabírá přibližně 10 % doby spánku. Mozkové vlny jsou široké a pomalé. Pozorujeme vlny théta, delta, spánková vřeténka a K-komplexy.

### Stádium 4
Jde o nejhlubší stádium NREM spánku. Dýchání a tep se dále zpomalují a krevní tlak klesá. Pořád jsme ale schopni reagovat na neobvyklé okolní podněty. Při náhlém probuzení může dojít k dezorientaci, známé jako spánková setrvačnost. Závěrečná stádia NREM spánku jsou nezbytná k regeneraci sil organismu a regeneraci nervového systému. Toto stádium obvykle zabírá přibližně 10 % doby spánku. Na EEG pozorujeme, že více než 50 % vln tvoří vlny delta. Spánková vřeténka a K-komplexy jsou zredukovány.

## REM spánek
REM (angl. rapid eye movement, rychlý pohyb očí) spánek neboli rychlý spánek jsou rychlé pohyby očí přes zavřená víčka. V této fázi spánku dochází k výskytu snů a též probíhá zpevnění paměťových stop. Dále se objevují pohyby svalů na tvářích, nohou a rukách. Nepravidelné dýchání je také součásti REM spánku. V průběhu REM spánku dochází k pohybům očí asi 40 až 60 krát za minutu, srdeční frekvence se zvyšuje na hodnoty jako ve dne a mozek je aktivnější (z hlediska EEG záznamu) než v bdělém stavu. V průběhu REM spánku jsme téměř kompletně ochrnutí, ušetřen je pouze srdeční sval, bránice, okohybné svaly a hladká svalovina (svalstvo trávicí soustavy a cévy). Fyziologické nálezy ukazují, že v průběhu REM spánku je mozek do značné míry od svých senzorických a motorických spojení izolován, podnětům z jiných částí těla je zabráněno do mozku vstoupit a nedochází také k motorickým projevům. V období REM spánku je mozek velmi aktivní, neboť je spontánně stimulován výboji obřích neuronů, které se nacházejí v mozkovém kmeni. Výběžky těchto neuronů sahají do části mozku, které řídí oční pohyby a jiné motorické aktivity. Následkem toho v průběhu REM spánku mozek zaznamenává, že neurony, které se normálně podílejí na řízení chůze a vidění, jsou aktivovány, přestože tělo samo o sobě nečiní nic. Spící osoby, které jsou v průběhu REM probuzeny, téměř vždy sdělují, že snily, když jsou však probuzeny v průběhu NREM spánku, udává z nich pouze asi 25 %, že prožívaly sen. Sny, o kterých spící osoby vyprávějí, pokud jsou probuzeny ve fázi REM spánku, jsou většinou zrakově živé a mají bizarní, nelogický charakter – představují takový typ zážitků, který je právě spojený se slovem „sen“.
První zmínka týkající se REM spánku pochází z Ameriky od filozofů: Nathaniela Kleitmana, Eugena Aserinského a Williama Dementa. Tito filozofové zjistili, že při spánku se jejich oči dokážou pod víčky pohybovat v rychlostních frekvencích a tím pádem dochází ke zvýšení mozkové aktivity, avšak antigravitační svalstvo se pomalu uvolňuje.
REM spánek tvoří přibližně 23 % spánku u zdravých dospělých jedinců. Obvykle se objevuje 90 minut po usnutí a také se vrací co 90 minut během spánkového procesu. Vlny, které se vyskytují, nebo jsou přítomny u REM spánku, jsou vlny theta, alfa a pilovité vlny, jež jsou typickým projevem spánku.

## Bdění
Bdění (cizím slovem vigilita) je funkční stav organismu který se vyznačuje rychlými pohyby očí do stran, nebo naopak stálým pohledem jedním směrem. Protikladem bdění jsou takové stavy, jako například kóma, nebo spánek. Při bdění je organismus dráždivý, přijímá, zpracovává a zachovává informace a vydává příkazy výkonným orgánům. Je to stav, kdy člověk reaguje a vnímá věci, které se kolem něho dějí. Na EEG je zobrazena beta aktiva. Při bdění není žádná snová aktivita. Postupem věku se snižuje podíl delta spánku a zvyšuje se podíl bdělosti.

## Potřeba spánku v životních stádiích

### Prenatální období
Ve dvacátém týdnu vývoje plodu se začíná objevovat cyklická metodická aktivita. Mezi 24.–27. týdnem pozorujeme stavy podobné spánku a od 29. týdne lze rozlišit aktivní a klidný spánek.

### Novorozenec
Potřeba spánku novorozence se pohybuje mezi dvanácti a šestnácti hodinami. Pozorujeme přibližně 90minutové cykly. Bdělost často přechází hned v REM spánek, který u zdravých dětí zabírá polovinu doby spánku. U nedonošených dětí je to často více než tři čtvrtiny spánku. NREM spánek je u novorozenců velmi hluboký a často je neprobudí ani velmi silné rušivé vjemy.

### Kojenec
V průběhu třetího měsíce života začne převažovat NREM spánek a začínají se objevovat K-komplexy. Okolo prvního roku tvoří NREM spánek 70 % doby spánku, prodlužují se spánkové periody a doba bdělosti.

### Dětství
V dětství je průměrná doba spánku dvanáct až třináct hodin. Okolo druhého roku mizí dopolední spánek a mezi třetím až pátým rokem mizí i odpolední spánek. Potřeba spánku se snižuje a v preadolescentním věku tvoří doba spánku deset hodin.

### Dospívání
Doba spánku je v průměru devět hodin. Klesá množství REM a hlubokého spánku. Výzkumy ukazují, že dospívající jsou o jeden spánkový cyklus napřed. Vstávají později a také chodí spát později.

### Střední věk
Ve středním věku pozorujeme stabilní spánkový vzor. Většina populace spí sedm a půl hodiny. Doba spánku historicky klesá, což může být způsobeno moderními technologiemi a hektickým životním stylem.

### Stáří
Délka spánku zůstává stejná jako u člověka ve středním věku, ale mění se doba spánku (doba kdy spíme). Ubývá spánku v noci a naopak přibývá spánku přes den. Efektivita spánku klesá. Častěji se objevují tzv. mikrospánky, které si osoba nemusí uvědomovat. Ubývá K-komplexů a snižuje se množství hlubokého spánku. Většina lidí nad sedmdesát let spí pod sedm hodin za noc.

## Ultradiánní proces (spánkové cykly)
Ultradiální proces neboli spánkové cykly je mechanismus, který slouží k řízení přechodů mezi NREM a REM spánkem. Spánkový cyklus může být ovlivněn např. způsobem stravování, užíváním léků, drog, alkoholu, stresem, spánkovými poruchami, nedostatkem spánku atd. Vliv může mít samozřejmě také věk a pohlaví. Ženy spí tvrději než muži. Ve stáří nám stačí méně hodin a spánek se stává neklidným. Celkový spánkový cyklus trvá 90 až 110 minut. První cykly se skládají z poměrně krátké REM fáze a dlouhé fáze hlubokého spánku. Tento ultradiální proces je pro všechny jedince (jak pro miminka, dospělé a staré lidi) univerzální. Každý orgán je vybaven biologickými hodinami, které jsou s vnitřními hodinami v synchronii. Když člověk usíná, začne se projevovat 1 spánkový cyklus. Normálně jsou přítomny cykly 1, 2, 3, 4 a kromě primárního cyklu se u všech dalších cyklů střídá NREM spánek s REM spánkem. V noci, když člověk jde spát nebo usíná, začne pracovat hluboký spánek, což je stádium 3 a 4 NREM spánku, který postupně je zkracován. REM spánek se v noci prodlužuje.

## Rytmus spánku a bdění

### Homeostatický proces
To, co ovlivňuje rytmus spánku a bdění, nazýváme homeostatický proces. Tento proces funguje na principu zachování tělesné rovnováhy a je dán počtem předchozích hodin spánku a bdělosti. Jedná se tedy o spánkový faktor, který je tzv. spouštěč ospalosti. Ten se v těle hromadí po dobu bdělosti a umožní, že jsme schopni usnout. Po následném spánku je opět vyčerpán a začíná opět jeho shromažďování.

### Cirkadiánní proces
Tento proces reguluje jak spánek a bdění, tak i fyziologické pochody (např. obnova buněk). Lidský organismus je řízen vlastními vnitřními hodinami. Tyto hodiny mají schopnost se synchronizovat s vnějším prostředím, jako je střídání světla a tmy (cirkadiánní rytmus). Při poklesu denního světla dochází k aktivaci vylučování melatoninu, látky nazývané jako spánkový hormon.

### Infradiánní proces
Kromě již zmiňovaných procesů existuje i infradiánní proces regulující spánek. Tento proces je založen na střídání ročních období. Lidský organismus je ovlivňován sezónními změnami, například v zimě, kdy spíme déle, kdy se brzy stmívá a pozdě svítá. Naopak tomu je v létě, kdy se pozdě stmívá a brzo svítá.